# Stefano Mancuso
Stefano Mancuso (Catanzaro, 1965) és un botànic, professor universitari, investigador i escriptor italià.
És pioner en l'estudi de la neurobiologia vegetal i defensor de la intel·ligència de les plantes. És professor associat a la Universitat de Florència, dirigeix el Laboratori Internacional de Neurobiologia Vegetal i és membre fundador de la International Society for Plant Signaling & Behavior.
Ha publicat més de 250 articles científics en revistes internacionals i diversos llibres. Entre els seus llibres, tots publicats per l'editorial Galaxia Gutenberg, destaquen: Sensibilidad e inteligencia en el mundo vegetal (2015), escrit juntament amb la periodista Alessandra Viola; Biodiversos (2016), en el qual dialoga amb Carlo Petrini, fundador del moviment Slow Food; El futuro es vegetal (2017), El increíble viaje de las plantas (2019) i La nació de les plantes (2020), en els quals proposa una mirada revolucionària del món de les plantes.